# Suri Krishnamma
 (décembre 2018).
Si vous disposez d'ouvrages ou d'articles de référence ou si vous connaissez des sites web de qualité traitant du thème abordé ici, merci de compléter l'article en donnant les références utiles à sa vérifiabilité et en les liant à la section « Notes et références ».
Suri Krishnamma, né à Shanklin, sur l'île de Wight (Royaume-Uni), le 10 mai 1961, est un réalisateur et écrivain britannique connu pour ses longs métrages Un homme sans importance, Un été pour tout vivre et Dark Tourist et ses téléfilms A Respectable Trade et Les Cazalets.
Il a remporté plusieurs prix lors de festivals, dont trois nominations aux BAFTA.

## Représentation
Suri Krishnamma est représenté en Grande-Bretagne par Olav Wyper à SMA Talent.

## Biographie
Suri Krishnamma est né à Shanklin, sur l’île de Wight. Son père était d’origine indienne et venait de Madras en Inde. Il a rencontré la mère de Suri à Londres, d’où elle était originaire et où ils faisaient ensemble leurs études. Après leur mariage ils ont déménagé dans l’île de Wight. Sa mère, ancienne professeure principale d'une école polyvalente de l'île, était conseillère du travail et militante pour la paix. Avec son mari elle a aidé à l'organisation du Festival de l'île de Wight en 1969 et en 1970 avec les frères Ronnie et Ray Foulk de Fiery Creations. Pendant le festival de 1969 la famille Krishnamma a accueilli chez elle une partie du groupe de Bob Dylan (The Band).

## Vie personnelle
Krishnamma est un membre honoraire de l'Université des Arts de Bornemouth et des cours du Cinéma à l'université des Arts à Norwich. En 2013, il a été nommé Président du jury du festival international des Écoles cinématographiques, à Munich, (organisé par Filmfest München).

## Carrière
Krishnamma a étudié la photographie, le cinéma et la télévision à Bornemouth and Poole College of Art and Design (maintenant c'est l'Université des arts Bornemouth), en sortant avec une nomination pour BAFTA pour La fille de Mohammed. Puis il a suivi les cours pour réalisateurs à l'école nationale du Cinéma et de la Télévision durant pendant trois années. Finalement, il a recueilli la deuxième nomination pour BAFTA pour Water's Edge.
En 1989 il a réalisé la série télévisée populaire South of the Border (1989) et Spender (1991) avant de réaliser son premier long métrage O Mary This London, écrit par l'écrivain en lice aux Oscars Shane Connaughton (auteur de My Left Foot). Sa première sortie théâtrale a été A Man of No Importance avec Albert Finney et Brenda Fricker en 1994.

## Filmographie

### Cinéma
- 1993 : O Mary This London
- 1994 : A Man of No Importance
- 2000 : Un été pour tout vivre (New Year’s Day)
- 2009 : Good Sharma
- 2010 : Locked In
- 2011 : Bad Karma
- 2012 : Dark Tourist

### Télévision
- 1989 : South of the Border
- 1992 : Soldier Soldier
- 1992 : Spender
- 1994 : The Turnaround
- 1995 : The Place of the Dead
- 1996 : The Chest
- 1997 : A Respectable Trade[8]
- 1998 : Dalziel and Pascoe
- 2001 : The Cazalets
- 2003 : Wuthering Heights
- 2004 : Waking the Dead
- 2005 : The Sea of Souls
- 2006 : Blue Murder
- 2007 : Cold Blood

### Documentaires
- 1990 : The Curry Connection
- 1989 : Comrades and Friends